# Milunka Savić
Milunka Savić, CMG, född 28 juni 1892 i Koprivnica i närheten av Novi Pazar, Kungariket Serbien, död 5 oktober 1973 i Belgrad, SFRJ, var en serbisk krigshjältinna som stred i Balkankrigen och första världskriget. 
Savić ska ha tagit värvning i sin brors ställe och stred ursprungligen utklädd till man. Hon kom sedermera att bli den mest dekorerade kvinnan i känd militärhistoria.

## Militär karriär
Savić ska ha fötts år 1892 i byn Koprivnica, nära Raška, i Serbien. År 1913 sägs hennes bror ha värvats för att strida i andra Balkankriget, varav hon ska ha valt att gå i hans ställe. Hon klippte av sig håret, tog på sig manskläder och gick med i den serbiska armén. Hon fick tidigt vara med i strid och fick sin första medalj samt blev befordrad till korpral i slaget vid Bregalnica (juni–juli 1913). I striden fick hon skador som krävde sjukhusvård och i samband med detta avslöjades hennes kön vilket förvånade läkarna stort. Eftersom kvinnor inte fick ha stridande roller inom den Serbiska armén ska hon först blivit erbjuden ny befattning som sjuksköterska men då hon visat sig vara en mycket kapabel soldat lät hennes befäl henne fortsätta strida.

### Militära utmärkelser

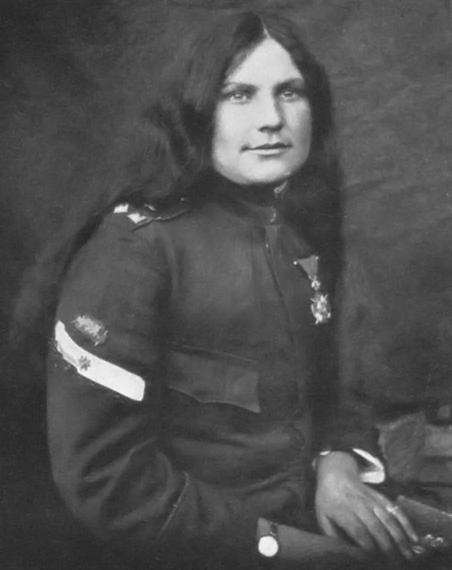
Savić med medalj och utsläppt hår.

Savić tilldelades den franska Hederslegionen två gånger, ryska Cross of St. George, Sankt Mikaels och Sankt Georgsorden samt serbiska Miloš Obilićs medalj och Karageorgevitjs stjärnas orden. Hon var den enda kvinnliga mottagaren av den franska Croix de Guerre 1914–1918 med guldpalmen för sin medverkan i första världskriget.

## Monument

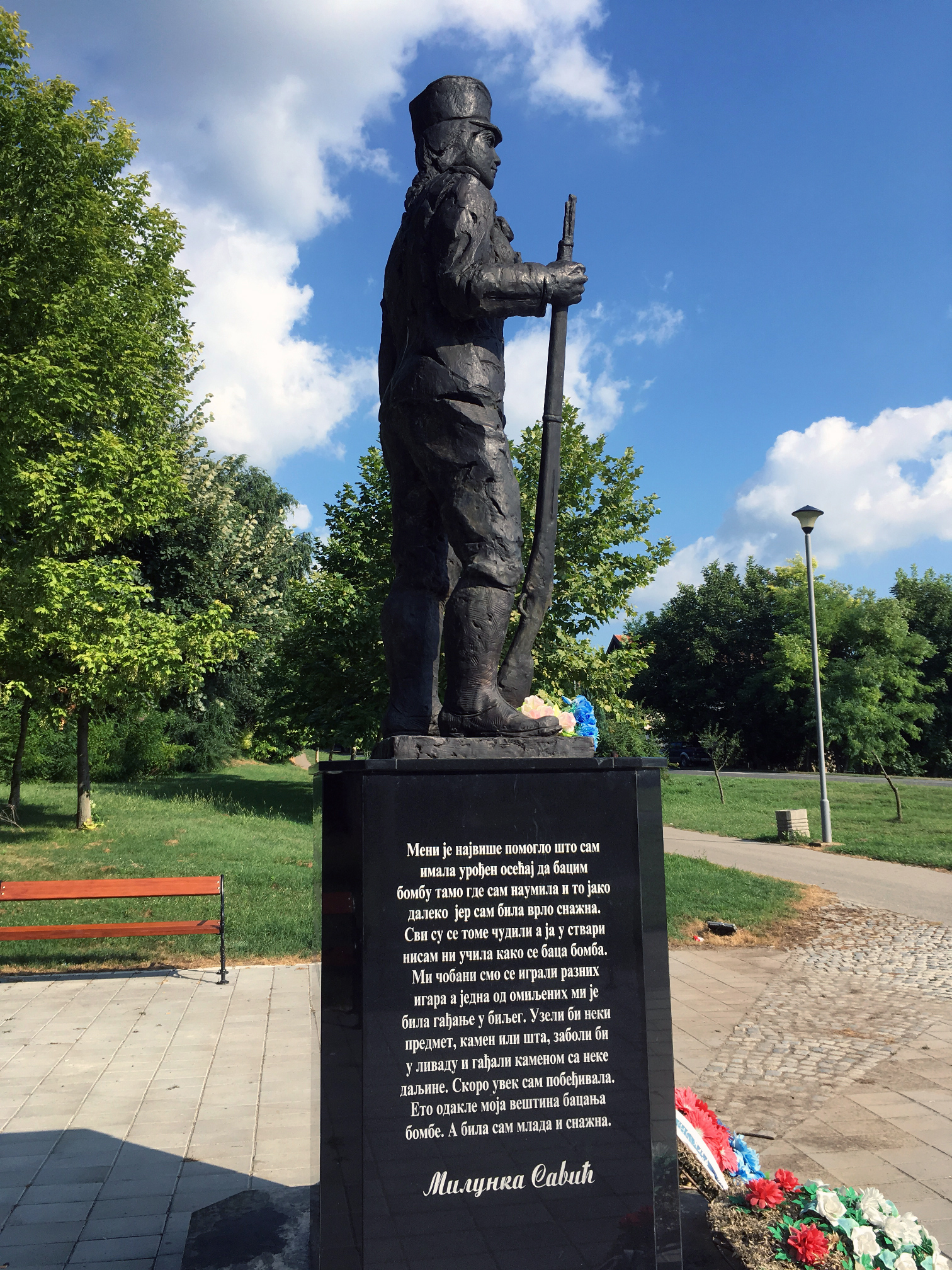
Monument i Inđija, Serbien
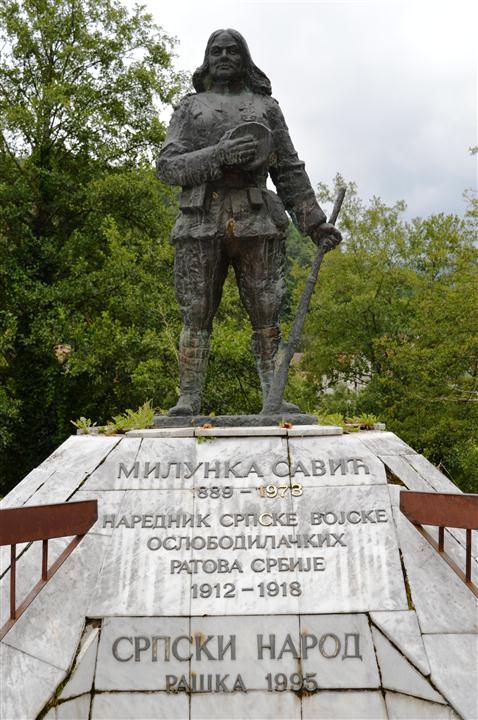
Monument i Raška, Serbien

## I popkultur
År 2022 släppte svenska hårdrocksbandet Sabaton albumet The War to End All Wars, varvid låt nummer 8 – Lady of the Dark – var tillägnad åt Milunka Savić. Samma år samarbetade de även med youtube-kanalen Yarnhub, som gör animerade krigshistoriska videor, för att skapa en dokumentärisk musikvideo om låten och Savićs militära historia.